# Anna av Litauen
Anna av Litauen, född 1350 i Smolensk, död 31 juli 1418 i Trakai, var en storfurstinna av Litauen, gift med storfurst Vytautas den store. Hon är främst känd för att ha hjälpt Vytautas att fly från sin fångenskap i borgen Kreva 1382 och därmed med säkerhet ha räddat hans liv.